# Epicranion championi
Epicranion championi är en insektsart som beskrevs av Fowler 1897. Epicranion championi ingår i släktet Epicranion och familjen spottstritar. Inga underarter finns listade i Catalogue of Life.